# Huit Mulongo Kalonda
Huit Mulongo Kalonda est un professeur, écrivain et poète congolais né en 1955. Il enseigne les lettres à l'université de Lubumbashi,.

## Biographie
Huit Mulongo Kalonda de son vrai nom Simon-Huit Mulongo Kalonda-Ba-Mpeta est né le 15 septembre 1955 à Lubumbashi dans la province du Katanga, en République démocratique du Congo. Il fait ses études primaires à Lubumbashi et ses études secondaires à Kinshasa. Une fois son bac (Latin-Philo) en poche, il s’envole pour la France où il obtient un diplôme de l’École supérieure de journalisme de Paris. Il obtient par la suite un doctorat en langues et littératures françaises à l’Université Paris-VIII. Depuis son retour au Congo en 1990, il enseigne les lettres à l'Université de Lubumbashi où il a lancé l'agrégation de la filière des « lettres et civilisations congolaises ». Sur le plan politique, il a présidé dans les années 1990 au Katanga, la commission socioculturelle durant la Conférence nationale souveraine.

## Œuvres

### Récits
- Sublimes passions tribales,(Récit), Kinshasa, Édition Mosaïque, 2001.
- Mayele le tigre rouge,(Récit), Kinshasa, Mosaïque, 2001.

### Poèmes
- Les Prémices poétiques, Kinshasa, Belles Lettres, 1968.
- Pluies noires, Paris, Saint-Germain-des-Prés, 1981.
- Chants divers (Ou les derniers cris d’un aliéné), Paris, Universal connection – Uhuru, 1990.
- Utenzi, Paris, Uhuru, 1990.
- Nouvelles Pluies, Lubumbashi, CELTRAM, 1998.